# Dichromodes metaxanthata
Dichromodes metaxanthata là một loài bướm đêm trong họ Geometridae.